# Galtara pustularia
Galtara pustularia là một loài bướm đêm thuộc phân họ Arctiinae, họ Erebidae.